# Nikita Najdenov
Nikita Ivanovitsj Najdenov (Russisch: Никита Иванович Найдёнов) (6 april 1892 - Moskou, 19 september 1961) was een Russisch schaatser.
Nikita Najdenov won in 1913 brons op het EK Allround in Sint-Petersburg en herhaalde deze prestatie bij het WK Allround in Helsinki. Een jaar later werd hij vierde op het WK Allround. Ook stond Najdenov acht keer op het podium van het Russisch allroundkampioenschap, dat hij in 1913 en 1921 op zijn naam schreef.

## Resultaten
| Jaar | EK Allround | WK Allround |
| ---- | ----------- | ----------- |
| 1913 | Brons       | Brons       |
| 1914 | -           | 4e          |

### Medaillespiegel
| Kampioenschap | Goud | Zilver | Brons |
| ------------- | ---- | ------ | ----- |
| EK Allround   | 0    | 0      | 1     |
| WK Allround   | 0    | 0      | 1     |

## Persoonlijke records
| Afstand      | Tijd     | Datum            | Baan     |
| ------------ | -------- | ---------------- | -------- |
| 500 meter    | 47,70    | 13 februari 1915 | Moskou   |
| 1500 meter   | 2.29,30  | 1 maart 1913     | Helsinki |
| 5000 meter   | 8.56,80  | 2 februari 1913  | Moskou   |
| 10.000 meter | 18.09,10 | 1 februari 1919  | Moskou   |